# Birgit Weller
Birgit Weller (* 23. März 1961 in Ost-Berlin; † 18. April 2021 in Berlin) war eine deutsche  Industriedesignerin und Professorin für Industrial Design und System Design an der Hochschule für Technik und Wirtschaft Berlin und Hochschule Hannover. Ihre Leistungen wurden u. a. mit dem German Design Award, dem Red Dot Award, dem German Innovation Award und dem IF-Award ausgezeichnet.
2018 wurde sie mit einer Honorarprofessur an der Beijing Institute of Technology Zhuhai China geehrt.
Sie zählt zudem zu den ersten deutschen weiblichen Professoren für Industrial Design und als Wegbereiterin für das Universal Design und System Design in Deutschland. Sie war von 2002 bis 2019 Vorstandsmitglied des Internationalen Designzentrum Berlin und Jurymitglied zahlreicher deutscher Designpreise.
Sie gründete und führte neben ihrer Tätigkeit an der Hochschule außerdem das Berliner Büro use: identity and design network mit internationaler Aktivität in Indien, Frankreich, Finnland, China und Kanada.

## Leben und Wirken
Nach dem Diplom 1985 an der Kunsthochschule Berlin-Weißensee, die sich seit den 50er Jahren als intellektuelles Zentrum der Formgestaltung in der DDR etabliert hatte, arbeitete sie als Designerin bei LEW Hennigsdorf/AEG/Bombardier Transportation. In dieser Zeit gelang es ihr sich mit ihren Entwürfen durchzusetzen und übernahm so die Gestaltung des Führerstands der Berliner S-Bahn, sowie ihr bis heute aktuelles äußere Farbkonzept. Seitdem war sie in den Bereichen Transportation-, Investitions- und Konsumgüterdesign, Ausstellungsgestaltung und strategische Designberatung für Unternehmen tätig.
1994 wurde sie Professorin für Industrial Design an der Hochschule Hannover und seit 2012 war sie die erste berufene Professorin im Studiengang Industrial Design an der Hochschule für Technik und Wirtschaft Berlin.
Ihre Forschungsschwerpunkte waren Design Konzeption, System Thinking, Entwurfsmethodik sowie Universal Design Thinking (UDT) im interkulturellen Kontext. Ab 2009 war sie Gastprofessorin am National Institute of Design (NID) in Indien und initiierte das DAAD Forschungsprojekt zum Thema UDT zwischen den Hochschulen in Hannover, Berlin und Indien. Am NID hat sie den Master Universal Design mit konzipiert. Gemeinsam mit dem Studiengang Game Design an der Hochschule für Technik und Wirtschaft Berlin initiierte sie den dort neu gegründeten Masterstudiengangs System Design.

## Zitate
Voraussetzung für gutes Design sind sensible, empathische und interdisziplinär handelnde Teams, die auch den Mut haben zu erkennen, dass gutes Design den Verzicht auf neue Produkte bedeuten kann.
Der Schwerpunkt im Design muss sich mehr auf demokratische Designlösungen und eine radikale Nachhaltigkeit konzentrieren. Damit sind wir als Designerinnen und Designer mehr denn je gefragt, ein Neudenken im Entwicklungsprozess in Unternehmen anzustoßen und zu moderieren und alle verantwortlichen Disziplinen zum gemeinsamen Handeln zu bewegen.

## Veröffentlichungen
- zusammen mit Katharina Krämer: Du Tarzan Ich Jane. Gender Codes im Design. Blumhardt Verlag, Hannover 2012, ISBN 978-3-932011-85-6.